# René-Augustin Lair-Lamotte
Pour les articles homonymes, voir Lair (homonymie).
René Augustin Lair-Lamotte, ou René-Augustin Lair de la Motte, est un homme politique français né dans l'ancien faubourg Saint-Martin de Mayenne le 1er avril 1762 et décédé dans cette même ville le 10 octobre 1803.
Il est maire de la ville de Mayenne entre 1795 et 1796, avocat en Parlement, magistrat au tribunal de Mayenne, de Laval et à la cour d'Appel d'Angers, député de la Mayenne au Conseil des Anciens de 1795 à 1796 et au Conseil des Cinq-Cents en 1799.

## Biographie
René-Augustin Lair de la Motte, sieur de la Mézière est le fils de Jean-Claude Lair de la Motte, échevin de Mayenne, et de Renée Morice de la Rue. Sa famille remonte au XIVe siècle. Il est le petit-fils de Michel Lair de la Motte, marchand cirier, qui, veuf de Marie Foulard, épousa le 22 novembre 1717, en l'église Saint-Martin de Mayenne, Renée-Louise Barbeu du Bourg, fille de Claude Barbeu et sœur de Jacques Barbeu du Bourg. Il est le frère de Jean Lair-Lamotte, secrétaire particulier de Benjamin Franklin.
En 1367, Jean de la Motte, habitant Saint-Martin de Mayenne, donne son nom à cette famille dont la particule fut abandonnée sous la Révolution pour être rétablie par jugement au XIXe siècle « pour avoir été portée dès avant 1663 ». 
Né en 1762 dans cette famille d'avocat, de très ancienne bourgeoisie mayennaise, René-Augustin devient bachelier et licencié en droit en 1787. Le 10 juin 1788, il épouse à l'église Notre-Dame de Mayenne sa cousine germaine, Marie-Mathurine Lair de la Motte, fille de Claude-Louis Lair de la Motte, échevin de Mayenne, avocat en parlement et à la barre ducale de Mayenne. Le mariage est célébré par Michel-Toussaint Lair de la Motte, leur cousin, prêtre vicaire de St Martin de Mayenne.
Après la Révolution, le 26 avril 1791 est fondée la « société des amis de la Constitution », formant le « Club Patriotique de la Ville de Mayenne », dont l'objectif est de lutter contre les Chouans mais aussi de résoudre le problème de la faim. Le 1er mai 1791, le club rallie les Jacobins de Paris et devient le « Club des Jacobins de Mayenne », tenant ses séances le dimanche, d'abord dans la grande salle du château de Mayenne puis, à partir du 13 juin 1791, dans l'église des Capucins. Les Jacobins de Mayenne comptent alors 131 membres dont le franc-maçon et anti-clérical, Jacques-François Bissy. Succédant à Joseph François Dupont-Grandjardin et Jean-Baptiste Morice-Larue, René Augustin Lair-Lamotte devient président du club le 3 juillet 1791 pour une durée d'un mois. 
En 1792, René Augustin devient administrateur du district de Mayenne et, l'année suivante, il est juge au tribunal du district. En 1793, il est l'un des présidents du « Club des Sans-culottes », société fondée à le 7 avril 1793 par Didier Thirion et François Joachim Esnue-Lavallée dont l'emblème est une pique surmontée d'un bonnet phrygien, placée au-dessus du nom « Société des Républicains ». En majorité girondin, le club se hâte de faire amende honorable à la Convention en adhérant au mouvement des fédéralistes. Toutefois, le 8 octobre 1793, René-Augustin est destitué de son poste d'administrateur du club.
En janvier 1794, le club des sans-culottes déménage dans l'église Notre Dame et, le 26 janvier, Lair-Lamotte, pour faire disparaître les signes extérieurs du culte catholique, propose de « détruire les grilles du chœur avec les ci-devants saints ». On décide de placer sur l'autel les bustes de Marat et de Le Peletier et d'écrire sur les murs: « Liberté, égalité, fraternité ou la mort! ». Le 8 février 1794, on fête pompeusement Marat et Le Peletier au point que les séances du club ressemblaient de plus en plus à des exhibitions foraines ou à des rendez-vous galants. Le 21 février 1794, on décide, malgré l'opposition des hussards, de mettre un terme à ces débordements, en traçant sur le sol une ligne, surveillée par des commissaires, pour séparer les deux sexes. 
Le 7 mars 1794, le club considérant l'incivisme de quelques-uns de ses membres procède à son épuration et se nomme désormais la « Société régénérée des républicains de Mayenne » qui applaudie la chute de Danton autant que celle du « tyran Robespierre » le 9 thermidor an II (27 juillet 1794). Lair-Lamotte, qui est redevenu président de cette Société, remercie la Convention à laquelle il écrit: « Vous vous êtes montrés dignes du poste important que vous occupez. C'est sans doute le plus beau jour des annales républicaines, que celui où vous avez déjoué les trames perfidement ourdies par ses scélérats qui, ennemis de la liberté de leurs pays, lui voulaient donner un maître... Ils n'existent plus ces monstres! ». Finalement, la « société régénérée des républicains de Mayenne » est dissoute le 29 ventôse an III (19 mars 1795), soit cinq mois après la fermeture en novembre 1794 par la Convention du Club des Jacobins. 
Il est élu aux Élections législatives de 1795 dans la Mayenne, député au Conseil des Anciens. Le 18 décembre 1795, Lair-Lamotte devient président de l'administration municipale de Mayenne, c'est-à-dire maire de Mayenne. Il est remplacé par Jean Baptiste Voille le 27 février 1796.
Le 21 janvier 1796, Lair-Lamotte, qui est alors juge de paix de la 1re section de Mayenne, et son oncle, Claude-Louis Lair, sont présents à la fête de la mort de Louis XVI et ils prêtent avec tous les autres fonctionnaires le serment: « Nous jurons que nous sommes sincèrement attachés à la République, que nous vouons une haine éternelle à la royauté ». 
En septembre 1797, un an après la pacification de Laval le 14 mai 1796, René-Augustin décrit la situation au Directoire: « Depuis 6 mois, on ne parle plus de cocarde, 50 prêtres disent la messe dans des chambres, on entend sonner l'Angelus dans les paroisses voisines; les croix, les Bonnes Vierges reparaissent parées comme sur des autels; les juges mêmes acquittent des royalistes et des prêtres ». Le 10 nivôse an VI (30 décembre 1797), il fait partie des fondateurs de la « société populaire de Mayenne » créée pour « la défense et la propagation des principes qui ont dicté la constitution de l'an III ». 
En 1799, les assemblées électorales se réunissent pour le renouvellement du tiers des députés au Corps législatif. Dès le 21 janvier, François de Neufchâteau, ministre de l'intérieur, a demandé à toutes les administrations de rassembler les amis du gouvernement pour ces élections. Les Élections législatives de 1799 se déroulent le 10 avril 1799 et désignent d'une part Michel-René Maupetit au Conseil des Anciens et, d'autre part, les électeurs envoient au Conseil des Cinq-Cents Jean Baptiste Fanneau de Lahorie et René-Augustin Lair-Lamotte qui est ainsi réélu. 
Après le coup d'état du 18 juin 1799, Lucien Bonaparte est élu à la présidence des Cinq-Cents. À la suite du coup d'État du 18 brumaire, René-Augustin se rallie à Bonaparte et est nommé par le Premier Consul, le 9 floréal an VIII (29 avril 1800), juge à la cour d'appel d'Angers. Le 21 mars 1800, René Augustin devient conseiller général de la Mayenne.
René-Augustin Lair Lamotte, qui vit alors à Angers, meurt à 14 heures le 10 octobre 1803 à 41 ans. Son épouse, Marie-Mathurine Lair de Lamotte, décède à Mayenne à 83 ans le 9 octobre 1843.

## Sources
- « René-Augustin Lair-Lamotte », dans Adolphe Robert et Gaston Cougny, Dictionnaire des parlementaires français, Edgar Bourloton, 1889-1891 [détail de l’édition]
- « René-Augustin Lair-Lamotte », dans Alphonse-Victor Angot et Ferdinand Gaugain, Dictionnaire historique, topographique et biographique de la Mayenne, Laval, A. Goupil, 1900-1910 [détail des éditions] (BNF 34106789, présentation en ligne), t. IV. Article Lair de la Motte.